# Битва при Диррахії
Битва при Диррахії — битва у ході громадянської війни 49–45 рр. до н. е. в Стародавньому Римі, що відбулася 10 липня 48 до н. е. поблизу міста Диррахій (сучасний Дуррес, Албанія). Це одна з битв, у якій війська Цезаря зазнали поразки. Битва при Диррахії не стала вирішальною у простистоянні Цезаря та Помпея, а лише передумовою для битви при Фарсалі.

## Контекст
До кінця свого першого року на посаді консула Цезар встиг отримати велику кількість судових позовів. Згідно з римським законом, представники влади мали імунітет від переслідувань, але лише протягом строку повноважень, коли вони мали законний імперіум. Як тільки він став приватним громадянином, Цезар знав, що стане не матиме подібного захисту закону.
За звичною традицією, після обіймання подібної посади Цезар став проконсулом та міг претендувати на отримання у підпорядкування провінції. Цезар отримав Цизальпійську Галлію, а також Іллірію, до чого згодом додалася й Трансальпійська Галлія. Незвичним у керуванні Цезаря було те, що проконсульство над зазначеними провінціями він отримав не на один рік, що в той час практикувалося, а на п'ять. Більше того, до кінця своїх років правління, Цезар допоміг своїм союзникам Помпею та Крассу отримати консульську владу, а вони в свою чергу продовжили його намісництво у Галлії та Іллірії ще на п'ять років.
Наприкінці свого терміну, як проконсул, він зустрівся з тим, що між виборами консульства було мінімум десять років. У зв'язку з цим Цезар мав намір залишити заступництво в консульстві заочно, а після обрання прямим чином перейшов від своєї проконсульської влади до другого консульства. Таким чином, він би зберіг свій імперіум і тим самим не був би вразливим до судових позовів.
Проте Сенат мав інше бачення розвитку подій. Після закінчення проконсульства Цезарю було наказано розформувати війська, що він мав, а це, слід зазначити, були вже досвідчені воїни, що набули досвіду у ході Галльської війни та ще й мали неабияку приязнь до свого полководця, адже той ніколи не забував про нагороди. Цезар погодився на пропозицію Сенату лише за одної умови: Помпей мусить зробити те саме. Звісно ні Сенат, ні Помпей тим більш, такою відповіддю задоволений не був. Цезар розумів, що нічого з ним задуманого не втілиться в реальність, якщо він тільки не візьме це силою, тому у 49 р. до Р. Х. Цезар направив свої війська на Рим, Помпей же чи то злякавшись, чи то просто будучи не готовим тримати опір, втік до Греції. Так почалася чергова громадянська війна у Римі.

## Передумови
Прибувши до Риму, Цезар не прагнув одразу наздоганяти Помпея і замість цього спробував консолідовати владу в Римі та Італії загалом. Разом з тим й нього були й інші причини аби залишитися на якийсь час у Римі: Помпей залишив його без кораблів для перетину Адріатики, а Іспанія почала мобілізуватись проти Цезаря. Цезар віришував проблеми по черзі, спочатку він зібрав решту своїх сил з Трансальпійської Галлії та вирушив до Іспанії, де провів вдалу кампанію та заспокоїв місцеве населення, щоб упевнитися у їх не втручанні під час головного протистояння з Помпеєм.
Зібравши половину потрібних кораблів, Цезар вирішив взяти сім легіонів та першими перевезти їх через Адріатику, а згодом, коли решта війська дістанеться Брундизію, забрати і їх. Подорож через Адріатичне море до Греції завжди була складню, а той факт, зимові погодні умови мусили погіршити ситуацію, але в даному випадку це зіграло на руку Цезарю. Він зміг стримувати військові галери флоту Помея, яким керував Марк Кальпурній Бібул. Бібул був непідготовлений, тому Цезар зумів легко проплисти через блокаду і утворив плацдарм в Епірі з першою половиною своєї армії. Однак Бібул зумів завадити спробі Цезаря відплисти за його підкріпленням, що залишалися у Брундизії. Бібул загинув під час проведення цієї блокади, і жоден полководець не був призначений Помпеєм замість нього. У якийсь момент Луцій Скрибоній Лібон намагався тримати блокаду і навіть захопив острів, не допускаючи підкріплення Цезаря з будь-якого плавання. Однак Ліву не зміг підтримати цю позицію через брак води.
Цезар був у найгіршому положенні, в якому тільки міг опинитися полководець. Його армія не мала можливості дістатися до нього з Риму через морську блокаду, він не міг набрати наймане військо в місцевості, де перебував, оскільки Греція виступала на підтримку Помпея. Армія Цезаря, не мала й половини своєї могутності в той момент. Щоб зрозуміти в якому ж стані Цезар був можна по тому лише факту, що він навіть зробив кілька спроб обговорити мир з Помпеєм. Зрозумівши, що зіткнення не минути, Цезар здійснив ще одну, хоч і невдалу, спробу переправити свої війська до Греції. Жахливі погодні умови змусили його відмовитися він задуманого. Однак в той час Марк Антоній, начальник кінноти зумів звільнити війська та після кількох спроб зміг прорвати блокування Лібон. Тепер з чотирма легіонами він направлявся на зустріч Цезарю. На даному етапі було важливо лише одне: хто перший зустріне Антонія. І хоча Помпей дістався до місця дислокації Антонія раніше, він вирішив відступити до Диррахію. Адже Цезар теж не відставав, а Помпей не бажав залишитися між двома супротивниками.

## Облога
Місто Диррахій було вдалим для тримання оборони Помпеєм. У вільному доступі був вихід до моря, а також з боків були пагорби, що унеможливлювали легкий напад з боку суперника. Цезар вирішив згадати часи Галльських воєн і наказав інженерам побудувати стіни та укріплення, щоб не давати закріпитися військам Помпея у єдиному положенні, біля моря. Помпей у відповідь звів подібні укріплення, аби не допустити просування армії суперника. Між цими двома фортифікаційними укріпленнями тривали невеликі сутички, але в будь-якому разі вони не давали жодній армії переваг. В ході такого протистояння Цезарю був потрібен великий запас продовольства, аби підтримувати свої війська. Саме з цим і виникли великі проблеми. В той час як Помпей міг вільно доставляти усе потрібне його армії через море. Тим не менш, з початком облоги їх позиції трохи змінювалися. Маючи під контролем невелику обмежену ділянку землі, Помпей не мав вдосталь пасовиськ для коней. Ще важчою стала проблема недостатку прісної води, що лише ускладнювало ситуацію. Наближався осінній врожай, що вирішив би проблеми Цезаря з продовольством. Це змусило Помпея вийти з облоги. Але до середини літа пощастило і йому. Два галли, що були піймані на крадіжці у легіонерів втекли до табору Помпея. Вони надали йому інформацію про найслабші місця у стіні Цезаря. Частина на півдні ще не була завершена і це було дуже вдале місце для нападу.

## Хід бою
Помпей пішов у атаку з шістьма легіонами проти лінії Цезаря, де він приєднувався до моря і де був розташований IX легіон. Помпей також відправив кілька допоміжних загонів і легку піхоту, щоб атакувати море. Значно перевершивши війська Цезаря, Помпейські війська прорвалися через ослаблені укріпленням, в результаті чого ІХ легіон мусив відступити з великими втратами. Цезар швидко підсилив втрати загоном з 4000 чоловік та дванадцятьма когортами Марка Антонія, а потім контратакував, знову закріпивши частину стіни і відтискаючи сили Помпея назад. Хоча контратака Цезаря була спочатку успішною, сили Помпея були надто численними. Кілька днів тому Помпей зайняв невеликий табір, який був залишений Цезарем, і розширив оборону. У відповідь Цезар направив 33 когорти, щоб атакувати цю позицію. Помпей направив велику силу піхоти і 3000 кавалерій, щоб вислизнути з правого крила Цезаря. Цезар вперше наказав своїм військам праворуч міцно стояти, але потім побачив небезпеку бути відтісненими. Він наказав відступити, що потягло за собою паніку та безлад. Контратака на табір Помпея була проваленою. Спочатку Цезар особисто намагався стримувати відступ, але ті, що втікали, не зупинялися, поки не дійшли до своїх таборів. Після невдалої контратаки і врахування збитків, Цезар вирішив відмовитися від спроби облоги Помпея і змінити всю стратегію кампанії.

## Підсумки
З незрозумілих причин Помпей не наважився завдати вирішального удару по Цезарю. Скоріше за все, на нього вплинув Тит Лабієн або ж він просто непокоївся через можливі хитрощі Цезаря. Крім того, на полі бою були вириті укріплення, що не дозволило організувати швидке переслідування. Після битви Цезар, за словами Плутарха і Аппіана, сказав: «Сьогодні перемога залишилася б за ворогами, якщо б у них було кому перемогти».
Загалом втрати Цезаря, за його даними, сягнули більше тисячі солдатів; однієї-двох тисяч — за Плутархом; чотири — за даними Павла Орозія.
Оскільки укріплення Цезаря були прорвані, полководець був змушений змінити плани своєї кампанії і відмовитися від ведення позиційної війни. Після програного бою він прямував на схід, до Фессалії, а Помпей його переслідував. Через місяць при Фарсалі відбулася вирішальна битва, що завершилася повною перемогою Цезаря.